# 查卡帕爾帕區
查卡帕爾帕區（西班牙語：Distrito de Chacapalpa），是秘魯的一個區，位於該國中部胡寧大區的堯利省，始建於1876年11月28日，面積183.06平方公里，海拔高度3,748米，2005年人口942，人口密度每平方公里5.1人。